# خوسيه لويس فيلاغرا
خوسيه لويس فيلاغرا (بالإسبانية: José Luis Villagra)‏ (24 فبراير 1986 بفيلا ماريا في الأرجنتين - ) هو لاعب كرة قدم أرجنتيني في مركز الوسط. لعب مع نادي أوهيجينس ونيولز أولد بويز وClub Social y Deportivo La Emilia ‏ وReal Arroyo Seco ‏.

## وصلات خارجية
- خوسيه لويس فيلاغرا على موقع قاعدة بيانات كرة القدم.إي يو (الإنجليزية)
- خوسيه لويس فيلاغرا على موقع Soccerway.com (الإنجليزية)